# Pacifico da San Severino
Pacifico da San Severino, alla nascita Carlo Antonio Divini (San Severino Marche, 1º marzo 1653 – San Severino Marche, 24 settembre 1721), fu un frate minore riformato italiano. Beatificato nel 1786, venne proclamato santo da papa Gregorio XVI nel 1839.

## Biografia

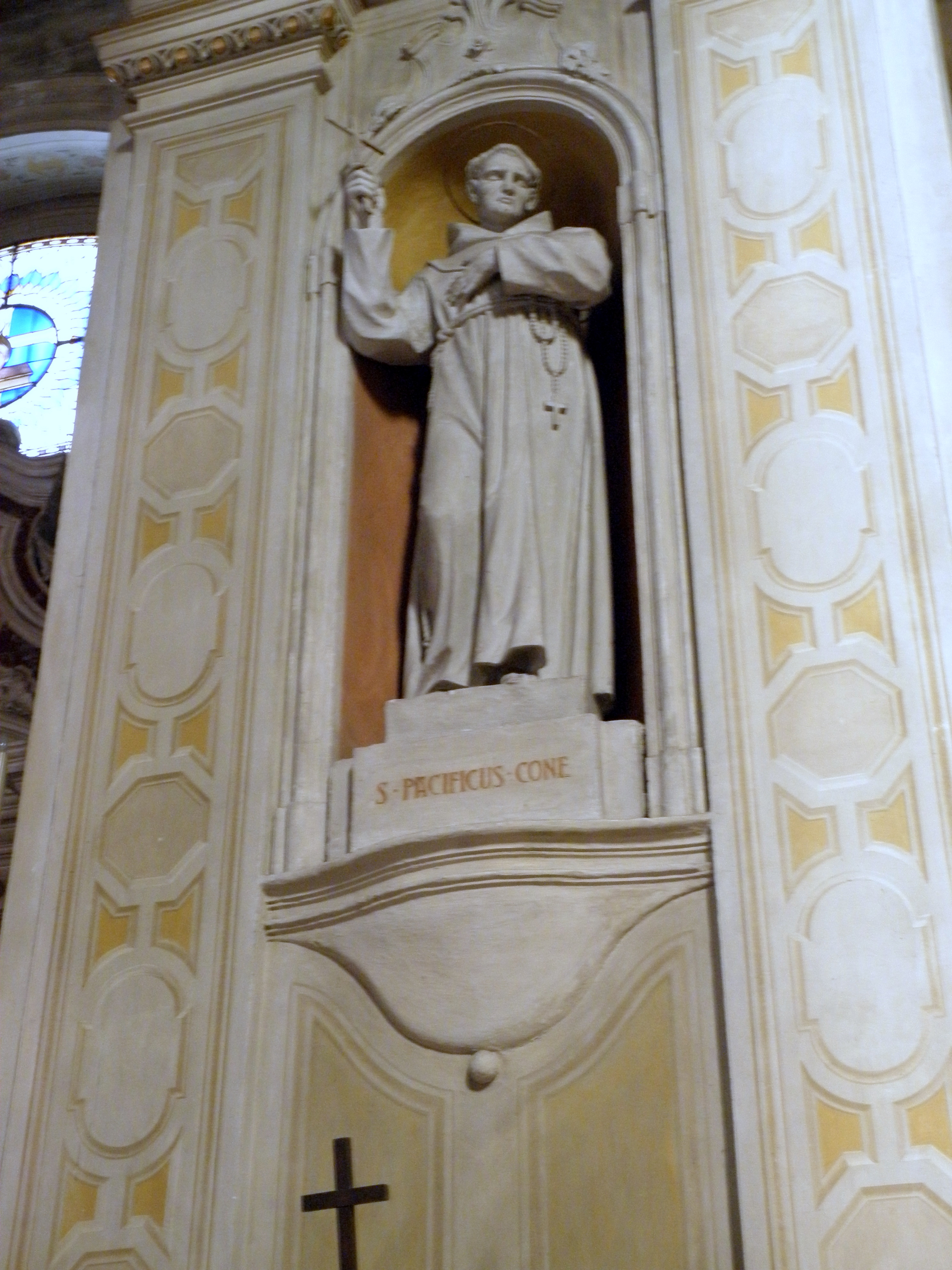
Statua di San Pacifico nel duomo di Lendinara

Era figlio di Antonio Maria Divini e Mariangela Bruni e nacque a San Severino nelle Marche. I suoi genitori lo lasciarono orfano poco dopo che ebbe ricevuto la cresima a 3 anni.
Visse di stenti finché, nel dicembre 1670, ricevette l'abito francescano a Forano e assunse il nome di fra' Pacifico.
Ordinato sacerdote il 4 giugno 1678, fu lettore di filosofia (1680-1683) per i giovani aspiranti al sacerdozio del suo Ordine. Viene riferito dai frati attuali suoi successori che si confessava prima della celebrazione di ogni Messa.
Si dedicò per 6 anni alla predicazione nelle vicine contrade, finché cominciò a essere tormentato da malattie che affrontò con perfetta letizia per 29 anni, dedicandosi alla vita contemplativa. Ricevette visioni e divenne famoso nella sua regione per i miracoli che avrebbe operato (tra i quali la previsione del terremoto del 1703).
Nonostante la cecità e la sordità fu fatto frate guardiano (1692-1693) della sua comunità di Santa Maria delle Grazie a San Severino, dove poi morì.

## Culto
Fu proclamato beato da Papa Pio VI il 4 agosto 1786 e santo da Papa Gregorio XVI il 26 maggio 1839.